# Kanton Saint-Jean-d'Angély
Kanton Saint-Jean-d'Angély (fr. Canton de Saint-Jean-d'Angély) je francouzský kanton v departementu Charente-Maritime v regionu Poitou-Charentes. Skládá se z 19 obcí.

## Obce kantonu
- Antezant-la-Chapelle
- Asnières-la-Giraud
- La Benâte
- Bignay
- Courcelles
- Les Églises-d'Argenteuil
- Fontenet
- Landes
- Mazeray
- Saint-Denis-du-Pin
- Poursay-Garnaud
- Saint-Jean-d'Angély
- Saint-Julien-de-l'Escap
- Saint-Pardoult
- Ternant
- Varaize
- La Vergne
- Vervant
- Voissay